# Jenison
Jenison è un census-designated place (CDP) della contea di Ottawa, Michigan, Stati Uniti. La popolazione era di 16 538 abitanti al censimento del 2010.

## Geografia fisica
Secondo l'Ufficio del censimento degli Stati Uniti, ha una superficie totale di 5,93 mi² (15,36 km²).

## Storia
L'area che occupa Jenison fu colonizzata per la prima volta dai pionieri nel 1836 a causa della presenza del legname sul sito lungo il Grand River.
Jenison prese il nome dalla segheria della famiglia Jenison, aperta nel 1864. Un ufficio postale chiamato Jenisonville fu istituito nel 1872 e il nome venne cambiato in Jenison nel 1887.

## Società

### Evoluzione demografica
Secondo il censimento del 2010, la popolazione era di 16 538 abitanti.